# Hans Netter

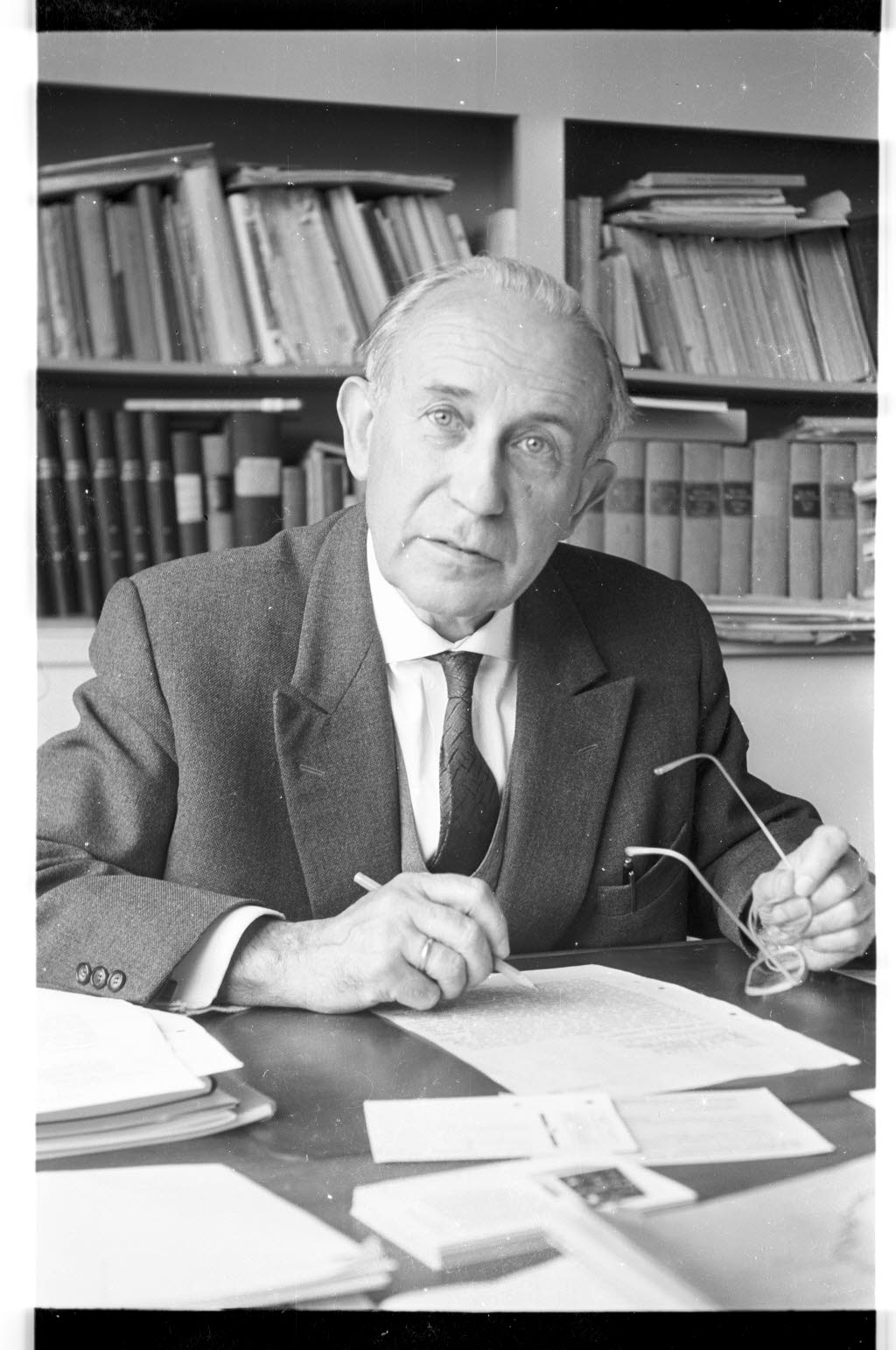
Hans Netter (1964)

Hans Carl Bernhard Netter (* 13. Juli 1899 in Meißen; † 8. November 1977 in Eutin) war ein deutscher Physiologe und Biochemiker. Er lehrte an der Universität Kiel.

## Leben
Hans Netter war der Sohn des Arztes Carl Netter und besuchte das Gymnasium in Hameln bis zum Abitur 1917. Nach Kriegshilfsdienst am Pharmakologischen Institut der Universität Rostock studierte er ab 1918 Medizin in Rostock, Göttingen, Tübingen, Hamburg und Kiel, wo er 1923 das Staatsexamen ablegte und 1924 am Physiologischen Institut bei Rudolf Höber zum Dr. med. promoviert wurde (Dissertation Über die Beeinflussung der Alkalisalzaufnahme lebender Pflanzenzellen durch mehrwertige Kationen). 1927 habilitierte er sich in Kiel (Über den Ruhestrom des Nerven und die Ionenpermeabilität seiner Hüllen), war Lehrstuhlvertreter und ab 1933 außerplanmäßiger Professor. 1935 wurde er kommissarischer Leiter des Instituts für physiko-chemische Medizin und 1937 ordentlicher Professor für physiko-chemische Medizin und Physiologische Chemie. Seit 1933 war er Mitglied der SA und zum 1. Mai 1937 trat er der NSDAP bei (Mitgliedsnummer 4.021.347).
Während des Zweiten Weltkrieges forschte er als Sanitätsoffizier der Luftwaffe am Institut für Allgemeine Pharmakologie und Wehrtoxikologie der Militärärztlichen Akademie. Er nahm am 25. Mai 1944 im KZ Dachau an einer Meerwassertagung teil im Rahmen der dort geplanten Meerwasser-Versuche an Sinti und Roma.
Nach dem Krieg baute er das zerstörte Physiologische Institut (bzw. das Institut für physiologische Chemie und Physikochemie) wieder auf und war 1952/53 Dekan. Im Jahr 1968 wurde er emeritiert.

## Werk
Er befasste sich mit der physikalischen Chemie des Membrantransports. Er führte das Carrier-Konzept ein und das des aktiven Transports durch Membrane. Er maß die Permeabilität biologischer Membrane und die Ionenverteilung auf beiden Seiten. Außerdem untersuchte er die Löslichkeit und Denaturierung von Proteinen (Hofmeistersche Reihen), Donnan-Gleichgewichte und Bindung von Sauerstoff und Kohlendioxid an Hämoglobin zur Klärung des Bohr-Effekts. Im Krieg befasste er sich auch mit Ernährungsphysiologie (biologische Wertigkeit von Proteinen).
Er war ein geschickter Experimentator, der die von Fritz Haber erfundene Glaselektrode weiterentwickelte und radioaktive Isotope bei seinen Messungen der Ionenverteilung an Membranen benutzte.
Sein Buch Theoretische Biochemie von 1959 wurde auch ins Englische übersetzt.

## Ehrungen
Er war Mitglied der Leopoldina (1959). 1967 erhielt er das große Bundesverdienstkreuz.

## Schriften
- Theoretische Biochemie: Physikalisch-Chemische Grundlagen der Lebensvorgänge. Springer, 1959.